# Barkoura (Loropéni)
Pour les articles homonymes, voir Barkoura.
Barkoura est une commune rurale située dans le département de Loropéni de la province du Poni dans la région Sud-Ouest au Burkina Faso.

## Santé et éducation
Le centre de soins le plus proche de Barkoura est le centre de santé et de promotion sociale (CSPS) de Loropéni tandis que le centre médical se trouve à Kampti et que le centre hospitalier régional (CHR) de la province se trouve à Gaoua.